# 25-я сессия Комитета всемирного наследия ЮНЕСКО

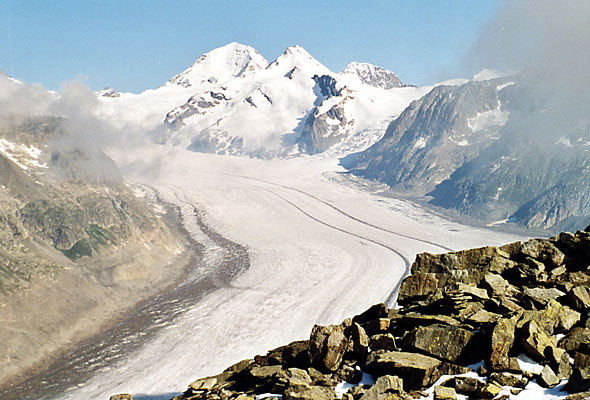
Юнгфрау-Алеч-Бичхорн

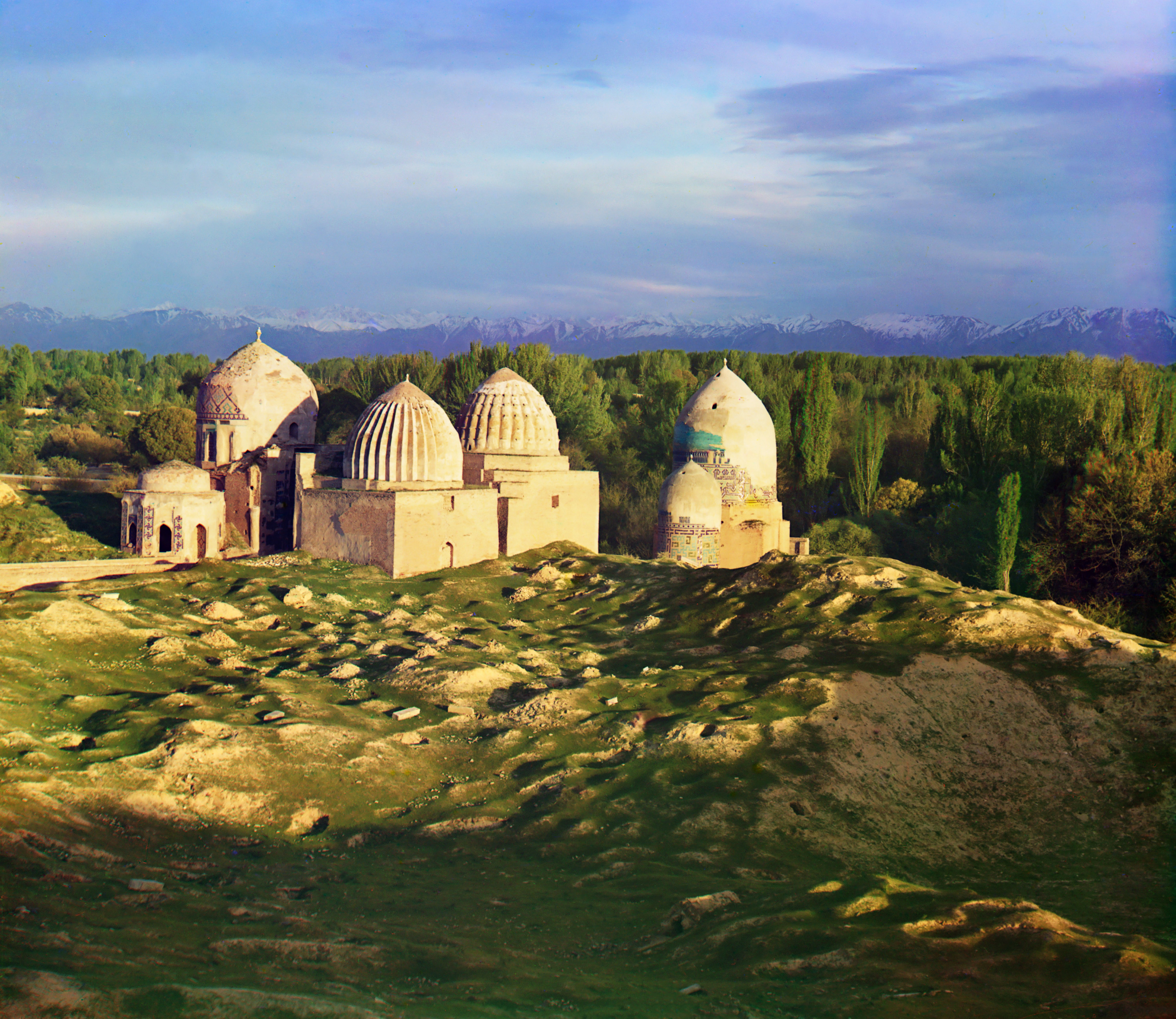
Самарканд в Узбекистане

25-я сессия Комитета всемирного наследия ЮНЕСКО проходила с 11 декабря по 16 декабря 2001 года, в Хельсинки, Финляндия. Был подан 31 объект в список всемирного наследия ЮНЕСКО: 25 объектов культурного и 6 природного наследия. Таким образом, общее число регистраций достигло 721 (553 культурного наследия, 23 смешанных и 145 природного наследия).

## Объекты, внесённые в список всемирного наследия

### Культурное наследие
Ботсвана: Наскальная живопись в районе Цодило
Бразилия: Исторический центр Гояс
Германия: Старая угольная Шахта Цольферайн в Эссене
Франция: Город Средневековой ярмарки Провен
Венгрия / Австрия: Культурный ландшафт Фертё — Нойзидлер-Зе
Израиль: Древняя крепость Масада
Израиль: Древний город Акко
Италия: Вилла д’Эсте в Тиволи
Кения: Старый город в Ламу
Лаос: Культурный ландшафт Тямпасак с храмовым комплексом Ват-Фу и окружающими древними поселениями
Мадагаскар: Королевский холм Амбохиманга
Марокко: Медина (старая часть) города Эс-Сувейра (бывший Магодар)
Уганда: Захоронение королей Буганды в Касуби
Узбекистан: Самарканд — перекресток культур
Австрия: Исторический центр Внутренний города
Польша: Церковный мир в Яворе и Свидница
Португалия: Винодельческий район Алту-Дору
Португалия: Исторический центр Гимарайнш
Испания: Культурный ландшафт дворцово-паркового ансамбля Аранхуэс
Чехия: Вилла Тугендгат в городе Брно
Великобритания: Фабрики в долине реки Деруэнт
Великобритания: Фабричный посёлок Нью-Ланарк
Великобритания: Фабричный посёлок Солтейр
Китай: Пещерные храмы Юньган
Швеция: Горнопромышленный район Большая Медная гора, город Фалун

### Природное наследие
Бразилия: Национальные парки зоны «кампос-серрадо»: Шапада-дус-Веадейрус и Эмас
Бразилия: Бразильское атлантического острова Фернанду-ди-Норонья и Рокас
Куба: Национальный парк имени Александра Гумбольдта
Россия: Центральный Сихотэ-Алинь
Великобритания: Побережье Дорсетшира и Восточного Девоншира
Швейцария: Швейцарские Альпы Юнгфрау-Алеч-Бичхорн (расширен в 2007 году)

### Расширены
Китай: Исторические памятники Потала в Лхаса (первоначально признан культурным наследием в 1994 году, также, предыдущие расширения в 2000 году, чтобы расширить Норбулинка)
Кипр: Церкви с росписями в районе Троодос (первоначально признаны наследием в 1985 году, добавлена десятая церковь)
Эквадор: Галапагосские острова (первоначально признан природным наследием в 1978 году, добавлен Галапагосский морской заповедник)
Кения: Туркана (первоначально признан природным наследием в 1997 году, добавлен третий парк)
Россия: Вулканы Камчатки (первоначально признан природным наследием в 1996 году, расширена с 1/6 части заповедника)
Испания: Мудехарская архитектура Арагона (первоначально признана культурным наследием в 1986 году, расширена с 4 до 10)

### Убраны из Красного списка
Национальный парк Игуасук в Бразилий (В красном списке с 1999 года)

### Добавлены в Красный список
Египет: Раннехристианские памятники в Абу-Мина
Филиппины: Рисовые террасы в Филиппинских Кордильерах